# Pandoraïta-Ca
La pandoraïta-Ca és un mineral de la classe dels òxids. Rep el nom de la mina Pandora, als Estats Units, la seva localitat tipus.

## Característiques
La pandoraïta-Ca és un !!! de fórmula química CaV4+₅V5+₂O16·3H₂O. Va ser aprovada com a espècie vàlida per l'Associació Mineralògica Internacional l'any 2018. Cristal·litza en el sistema monoclínic. La seva duresa a l'escala de Mohs és 2,5.
L'exemplar que va servir per a determinar l'espècie, el que es coneix com a material tipus, es troba conservat a les col·leccions mineralògiques del Museu d'Història Natural del Comtat de Los Angeles, a Los Angeles (Califòrnia) amb el número de catàleg: 67287.

## Formació i jaciments
Va ser descoberta a la mina Pandora, situada al districte miner de La Sal, dins el comtat de San Juan (Utah, Estats Units), on es troba en arenisca recristal·litzada. Aquesta mina és l'únic indret de tot el planeta on ha estat descrita aquesta espècie mineral.